# 寺本明日香
寺本明日香，OLY（1995年11月19日—）日本女子競技體操運動員，專長跳馬項目。愛知縣小牧市出生，現任教練為坂本周次。
2012年伦敦奥运会女子体操團體第8名、全能第11名。
2016年里約奥运会女子体操團體第4名、全能第8名。